# Portada/efemèride gener 11
Iban L. Llop
« 10 de gener · 11 de gener · 12 de gener »